# Giovanni Ricca
Giovanni Ricca (1603 – circa 1656) è stato un pittore italiano.
È stato un pittore del periodo barocco e ha svolto la sua attività artistica principalmente a Napoli e nell'Italia meridionale. 
Si sa molto poco della vita del pittore. Fu allievo di Giuseppe Ribera. Gli sono attribuiti Il dipinto di Santa Caterina d'Alessandria (circa 1630) oggi conservato a Torino a Palazzo Madama, una Trasfigurazione (1641), una volta nella chiesa di Santa Maria della Sapienza a Napoli, ma ora esposta nel Palazzo della Prefettura a Napoli, e una Adorazione dei pastori della chiesa di Santa Maria del Sepolcro a Potenza. Attribuiti a Ricca sono anche il martirio di Sant'Orsola di proprietà privata, Santa Elisabetta d'Ungheria e Santa Francesca Romana (1634).